# Alexandre Quintino
Alexandre Quintino (Itapemirim, 27 de abril de 1971) é um policial militar e político brasileiro filiado ao Partido Democrático Trabalhista (PDT). Atualmente, é deputado estadual pelo Espírito Santo.